# Las locuras del extraterrestre
 Las locuras del extraterrestre  es una película de Argentina en colores  dirigida por Carlos Galettini según el guion de José Dominiani y Jorge Garayoa que se estrenó el 7 de julio de 1988 y que tuvo como principales intérpretes a Emilio Disi, Javier Portales y Gianni Lunadei.

## Sinopsis
Los encargados de un gimnasio encuentran a un ser extraterrestre. Y ahí comienza una aventura inigualable.

## Reparto
- Emilio Disi ... Emilio
- Javier Portales ... Javier
- Gianni Lunadei ... Insp. De la Fuente
- Jorge Fabiano ... Diego
- Alberto Busaid ... Portero del canal
- Adriana Parets ... Olga
- Ricardo Morán ... Oficial Fernández
- Lito González
- Miguel Fontes ... Glut
- Armando Capó
- Cacho Bustamante
- Juan Carlos Amoroso
- Carlos Víctor Andris
- Susana Cortínez
- Miguel Ángel Martínez
- Las Primas
- La Mona Jiménez
- Luchadores de Lucha Fuerte
- Rubén Panunzio

## Comentarios
Eduardo Di Bitonto en La Nación opinó:

«...pobre desarrollo del argumento.»

Manrupe y Portela escriben:

«Burda versión del Alf televisivo.»